# 百瀬慎太郎
百瀬 慎太郎（ももせ しんたろう、戸籍上では「百瀨愼太郎」。1892年 - 1949年）は、長野県大町市出身の登山家、事業家、歌人。

## 来歴
1892年、大町市の旅館「對山館」経営者の長男として生まれる。旧制大町中学在籍時に、白馬岳に2度登ったことを契機に登山に強く惹かれるようになり、1900年に日本山岳会に入会。家業の旅館を経営しながら、1917年に大町登山案内人組合を設立。中世以来の山岳信仰と無縁の宗教色を帯びない山岳ガイド組織としては日本初のものとなった。
槇有恒、辻村伊助らの登山家と交流する一方、自らも1923年3月、伊藤孝一、赤沼千尋らとともに北アルプスの冬季横断（立山-黒部渓谷-針ノ木峠越え）に成功するなど積極的に登山を行った。また、年々増加する登山者に対応して「日本アルプス登路案内図」を作成し、1925年には大沢小屋、1930年には針ノ木小屋の各山小屋を建設して経営を行っている。
晩年、若山牧水に触発されて多くの短歌や随筆を著した。「山を想えば人恋し、人を想えば山恋し」の詩は、多くの登山家に親しまれている。
1949年、食道癌のため58歳で死去。

## 没後
- 信濃大町駅前、大沢小屋前には記念碑が建てられてた。
- 毎年6月に大町市で行われる夏山安全祈願祭は「針ノ木岳慎太郎祭」として行われている[4]。
- 2017年8月5日 - 11月26日、大町山岳博物館では、 大町登山案内人組合創立100周年を記念して共同企画展「北アルプスの百年 百瀬慎太郎と登山案内人たち」を開催した。

## 作品
- 「案内人風景」『文藝春秋』1931年7月
  - 『山の旅 大正・昭和篇』近藤信行編（岩波文庫）に収録
- 『山を想へば』（百瀬慎太郎遺稿集刊行会）1962年
- 『山を想えば人恋し 北アルプス開拓の先駆者・百瀬慎太郎の生涯』石原きくよ著（郷土出版社）1993年